# Hrvatska matica iseljenika
Hrvatska matica iseljenika (HMI) je hrvatska ustanova utemeljena 1951. godine.
Djeluje sukladno Zakonu o Hrvatskoj matici iseljenika, prihvaćenom na saborskoj sjednici (nakon demokratskih promjena) 28. prosinca 1990. godine. 
Unutarnji ustroj HMI uređuje Status.
Njime je ova ustanova definirana kao "središnja nacionalna ustanova za obavljanje društvene i privredne djelatnosti od značenja za položaj hrvatskih iseljeničkih zajednica i za hrvatske etničke manjine u drugim državama, za iseljenike s teritorija Republike Hrvatske i Hrvate koji žive i rade u inozemstvu a potječu iz drugih država, kao i za članove njihovih obitelji koji borave u stranim zemljama."

## Programi
- Škola hrvatskog folklora
- Sveučilišna škola hrvatskog jezika i kulture
- Mala škola hrvatskog jezika i kulture

## Izdanja
- Hrvatski iseljenički zbornik
- Matica, mjesečnik

## Vanjske poveznice
- Hrvatska matica iseljenika službeno mrežno mjesto